# Ludivine Furnon
Ludivine Furnon est une gymnaste française, née le 4 octobre 1980 à Nîmes. Elle s'est ensuite reconvertie en artiste de cirque.

## Biographie
Ludivine Furnon commence la gymnastique à l'âge de 12 ans. Elle est repérée par deux entraîneurs venus donner un cours de gymnastique dans son école.
Après un an d'entraînement elle remporte la médaille d'argent au championnat de France junior. Elle remporte une autre médaille au championnat de France senior et est intégrée dans l'équipe de France. En 1995 elle participe aux championnats du monde à Sabae (Japon) et remporte une médaille de bronze au sol derrière Gina Gogean et Ji Liya. Elle a ensuite été championne d'Europe au sol en 2000 à Paris, offrant à la France son premier titre européen.
Plusieurs années après la fin de sa carrière sportive, elle a intégré la troupe du Cirque du Soleil. En 2010, Ludivine Furnon participe à l'émission La France a un incroyable talent, sur M6, en duo avec Nicolas Besnard sous le nom Duo MainTenanT. Elle est également sur la scène du Cirque Phenix durant l'hiver 2010-2011.

## Palmarès

### Jeux olympiques
- Atlanta 1996
  - 19e au concours général individuel

### Championnats du monde
- Sabae 1995
  -  médaille de bronze au sol

- San Juan 1996
  - 7e au sol

- Lausanne 1997
  - 4e à la poutre

### Championnats d'Europe
- Birmingham 1996
  - 9e au concours général

- Paris 2000
  -  médaille d'or au sol

### Concours télévisuels avec le Duo MainTenanT

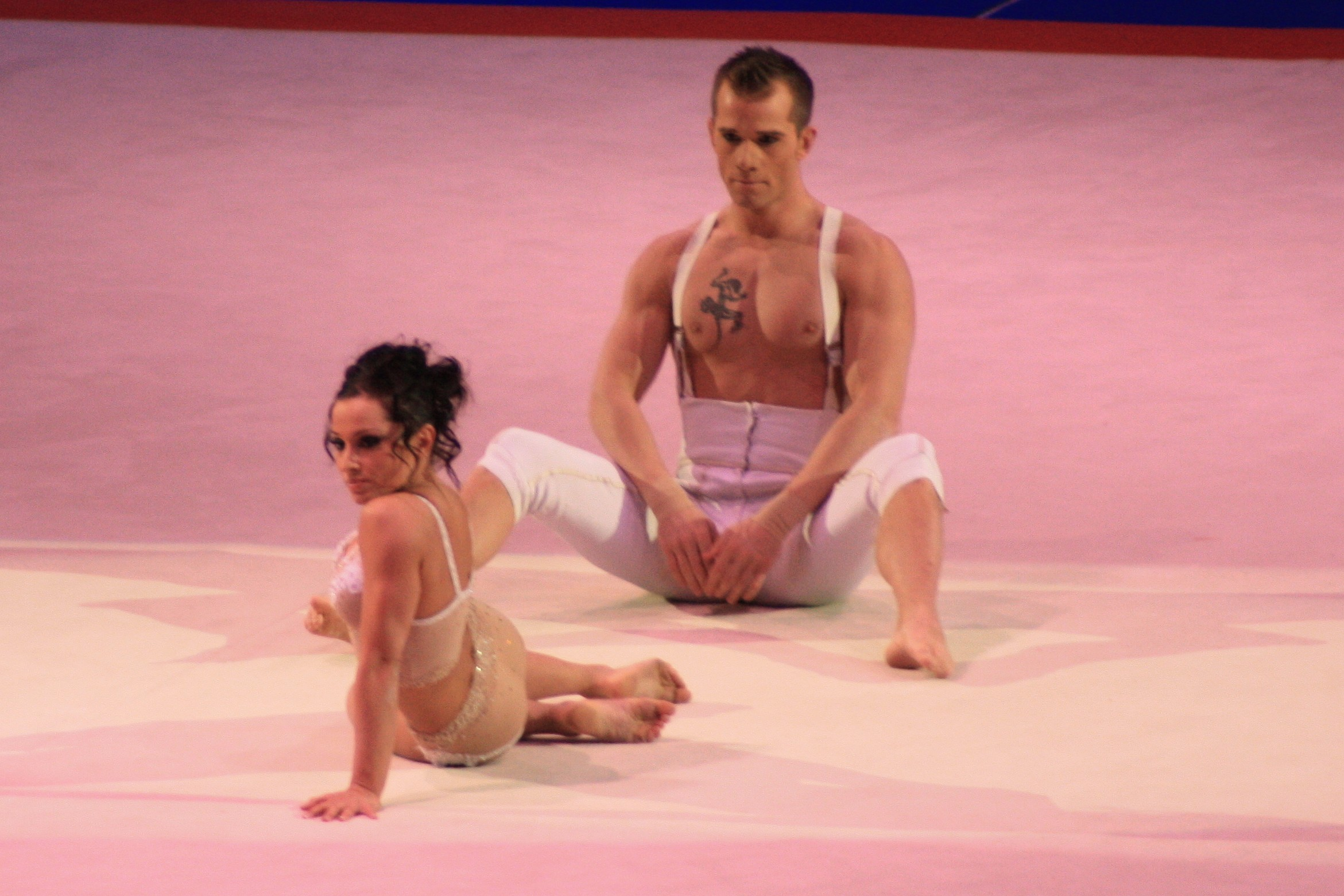
Ludivine Furnon lors d'une performance de son duo MainTenanT avec Nicolas Besnard, aux 17e Internationaux de France de gymnastique artistique en 2010.

- Saison 5 de La France a un incroyable talent (2010)
  - 6e en finale

- Saison 14 de America's Got Talent (2019)
  - Éliminés à la 2e étape

- Saison 10 de Românii au talent (2020)
  - Finalistes

- La France a un incroyable talent : La Bataille du jury (2020)
  - 5e en finale